# ألعاب المرتفعات

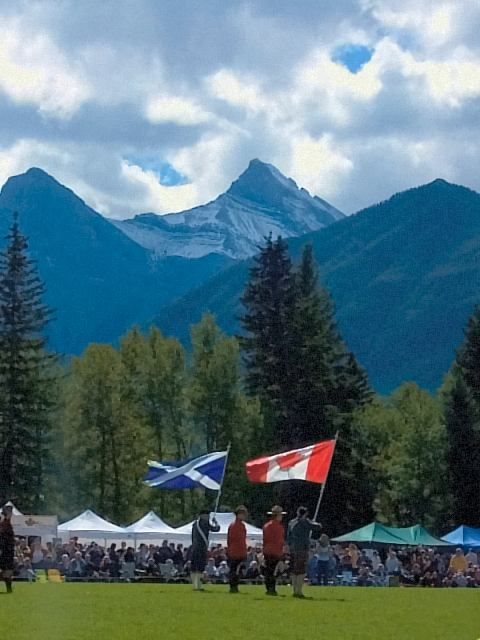
مراسم افتتاح ألعاب المرتفعات في كنمور 2004

ألعاب المرتفعات أو الهَيْلَند هي أحداث تقام في فصلي الربيع والصيف في إسكتلندا ودول أخرى بها جالية اسكتلندية كبيرة للاحتفال بالثقافة الإسكتلندية والقلطية وخاصة ثقافة مرتفعات إسكتلندا. من المعروف أن بعض جوانب الألعاب أصبحت رمزية لإسكتلندا مثل مزمار القربة والإزار الإسكتلندي ، والأحداث الثقيلة وخاصة القرعة الكبيرة . تركزت الألعاب على المسابقات في مزامير القربة والطبول والرقص وألعاب القوى الإسكتلندية الثقيلة وتشمل الترفيه والمعارض المتعلقة بجوانب أخرى من الثقافات الإسكتلندية والغيلية أيضًا.